# Lauris Norstad
Lauris Norstad (Minneapolis, 24 marzo 1907 – Tucson, 12 settembre 1988) è stato un generale statunitense.
Ufficiale preparato e capace delle United States Army Air Forces (USAAF) e poi della nuova United States Air Force, si distinse durante la seconda guerra mondiale, svolgendo soprattutto fondamentali compiti di pianificazione e organizzazione, come principale collaboratore del comandante in capo, generale Henry Arnold. Inviato in Europa, diresse le operazioni aeree nel teatro del Mediterraneo nel 1943-1944 prima di ritornare in patria come capo della sezione piani e operazioni del ministero della Guerra e vice capo di stato maggiore delle USAAF.
Nel corso della Guerra fredda, Norstad divenne prima il comandante delle forze aeree americane in Europa e quindi il comandante supremo della NATO dal 1956 al 1963, esercitando il comando nel periodo di massima tensione con l'Unione Sovietica e raggiungendo una grande influenza politico-militare.

## Biografia

### Gli inizi
Lauris Norstad era nato a Minneapolis, nello stato del Minnesota da un immigrato di origine norvegese, ministro di culto luterano, e sua moglie. Il giovane si diplomò alla scuola superiore St. Thomas Military Academy a Saint Paul, quindi frequentò l'Accademia militare di West Point e concluse gli studi il 12 giugno 1930, uscendo dalla scuola con il grado di sottotenente di cavalleria. Pochi mesi dopo, nel settembre 1930 decise di entrare nella scuola di volo basico dell'esercito di March Field, in California, quindi passò alla scuola di volo avanzato e venne infine trasferito al United States Army Air Corps nel giugno 1931.
Inviato alla caserma Schofield nelle isole Hawaii nel gennaio 1932, venne assegnato al 18º Gruppo da caccia di cui assunse il comando nel luglio 1933. La carriera di Norstad continuò con regolarità negli anni seguenti prima della seconda guerra mondiale: nel marzo 1936 divenne aiutante maggiore del 9º Gruppo da bombardamento, quindi frequentò nel settembre 1939 il cosiddetto "corso breve" della Scuola di tattica aerea dell'Air Corps a Maxwell Field, in Alabama, e tre mesi più tardi ritornò a Mitchel Field come ufficiale incaricato della scuola di navigazione del 9º Gruppo da bombardamento
Nel luglio 1940 Norstad venne trasferito alla base aerea di Langley Field in Virginia dove divenne aiutante maggiore del 25º Gruppo da bombardamento, mentre nel successivo novembre fu nominato assistente capo di stato maggiore con delega al servizio informazioni all'interno del quartier generale centrale delle United States Army Air Forces diretto dal generale Henry Arnold. Dopo l'entrata degli Stati Uniti nella seconda guerra mondiale, Norstad nel febbraio 1942 entrò a far parte del cosiddetto Advisory Council (il gruppo di più stretti collaboratori del generale Arnold per la pianificazione, la strategia e la programmazione) del comandante generale delle forze aeree americane a Washington, D.C..

### Servizio nella seconda guerra mondiale
Con il crescente impegno americano nella seconda guerra mondiale che prevedeva la costituzione e l'impiego di grandi forze aeree per combattere una guerra aerea strategica, i quadri dell'apparato di comando dell'USAAF si ampliarono rapidamente e Lauris Norstad, considerato uno dei più preparati ufficiali di stato maggiore, venne inviato in Inghilterra per prendere parte alla pianificazione dell'operazione Torch, il previsto sbarco anglo-americano nel Nord-Africa francese. Norstad giunse in Europa nell'agosto 1942 e ricevette, con il grado di tenente colonnello, l'incarico di assistente capo di stato maggiore, con funzione di responsabile dell'ufficio piani, della Twelfth Air Force, l'unità aerea destinata a partecipare alla campagna del Nordafrica.

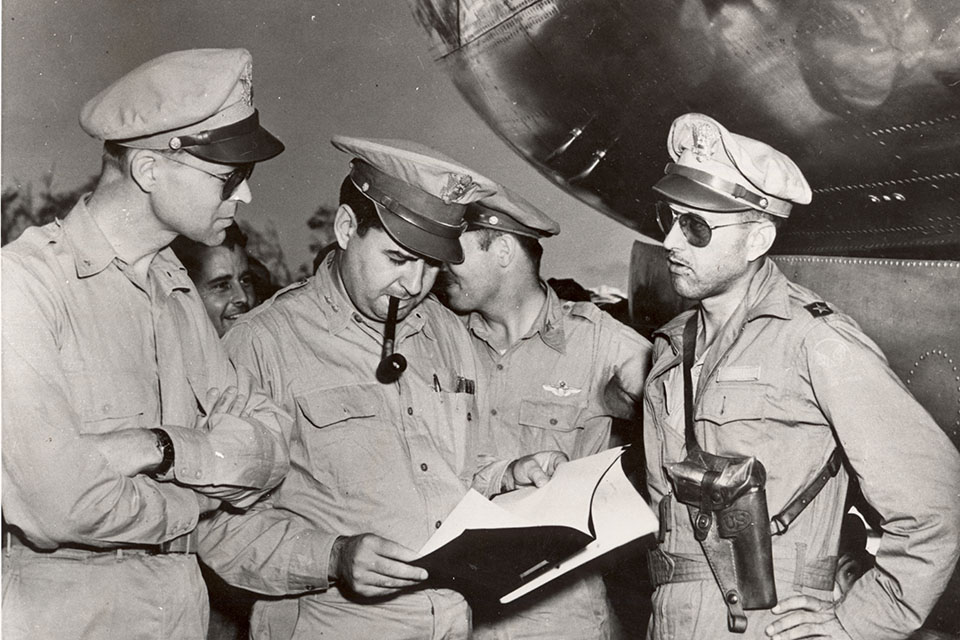
Il generale Norstad (a sinistra), esamina, insieme al generale Curtis LeMay e al generale Thomas S. Power, i rapporti dopo il devastante bombardamento di Tokyo della notte del 9/10 marzo 1945.

Dopo il riuscito sbarco dell'8 novembre 1942, la Twelfth Air Force organizzò le sue basi nella regione di Algeri e Norstad ebbe modo di incontrare il comandante in capo alleato, generale Dwight Eisenhower che rimase favorevolmente colpito dalla personalità del giovane ufficiale; nelle sue memorie di guerra Eisenhower descrive le caratteristiche di efficienza, intelligenza e preparazione che rilevò fin dal primo incontro, in Norstad. Il comandante in capo decise che "non intendeva perderlo di vista. Egli era uno di quei rari uomini le cui capacità sono illimitate".

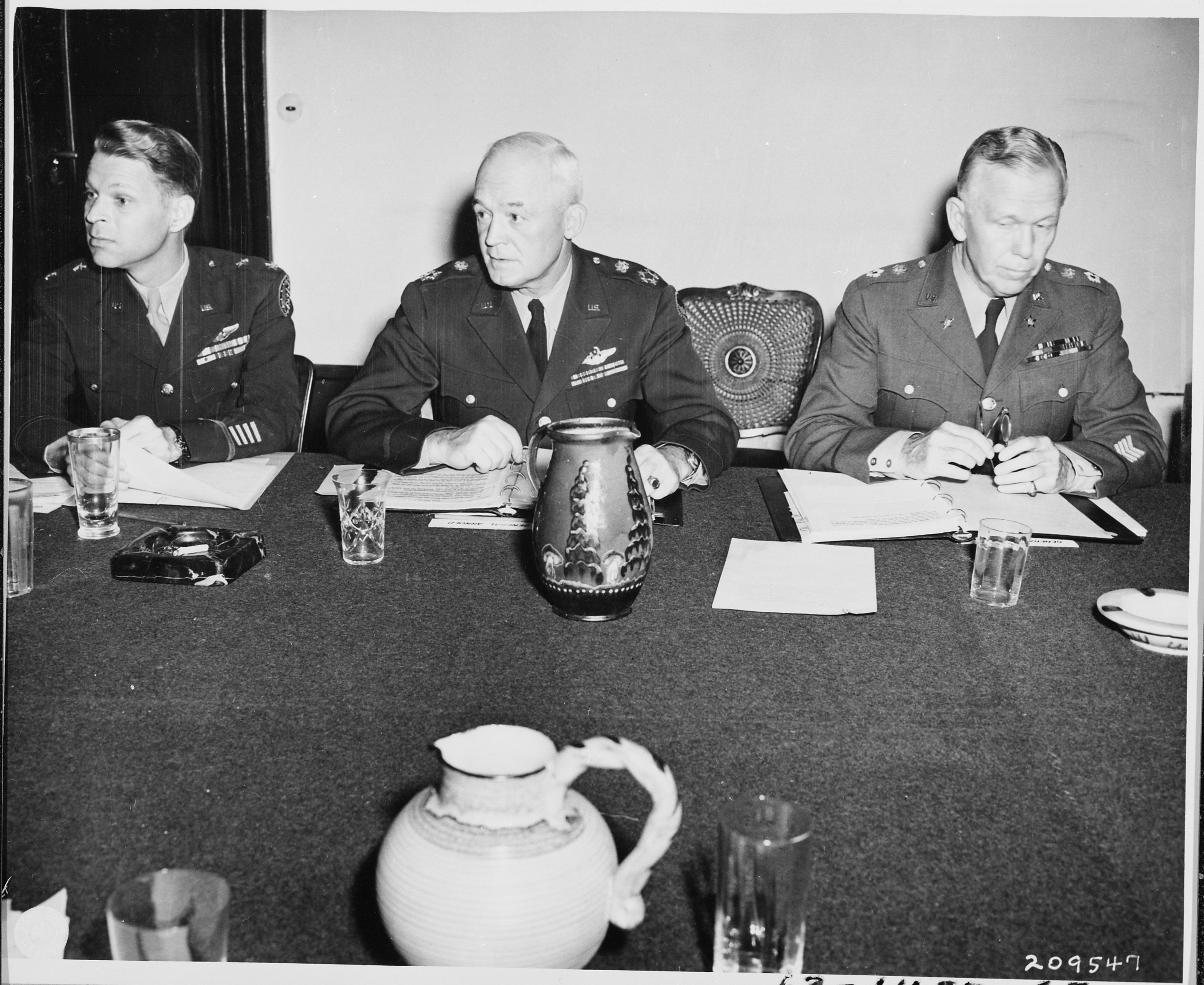
Lauris Norstad (a sinistra), durante la conferenza di Potsdam insieme al generale Henry Arnold e al generale George C. Marshall.

Grazie alle qualità dimostrate nei compiti di pianificazione e organizzazione, Norstad venne promosso nel febbraio 1943 generale di brigata e ricevette il nuovo incarico di assistente capo di stato maggiore, ancora una volta con responsabilità nel settore piani, nel comando delle Northwest African Air Forces, la nuova struttura alleata responsabile, sotto la guida del generale Carl Spaatz, delle forze aeree tattiche e strategiche anglo-americane del Mediterranean Air Command. La campagna del Nordafrica si concluse vittoriosamente nel maggio 1943 e nell'estate ebbe inizio la campagna d'Italia; a dicembre 1943 l'organizzazione del comando delle forze aeree alleate nel teatro mediterraneo venne nuovamente modificata; il Mediterranean Air Command venne sciolto e sostituito dal comando delle Mediterranean Allied Air Forces, affidato prima al maresciallo dell'aria britannico Arthur Tedder e poi al generale americano Ira C. Eaker. In questa occasione Norstad venne incaricato di dirigere la sezione operazioni del nuovo comando con quartier generale inizialmente ad Algeri; a febbraio 1944 il posto di comando si spostò in Italia a Caserta, dove si trasferì anche Norstad.
Nell'ultima parte della guerra Norstad continuò a svolgere compiti sempre più importanti di stato maggiore; nell'agosto 1944 venne richiamato in patria e a Washington divenne capo di stato maggiore della Twentieth Air Force e contemporaneamente vice capo dello stato maggiore dell'USAAF alle dirette dipendenze del generale Arnold. L'8 maggio 1945, giorno della fine della guerra in Europa, il generale assunse il nuovo incarico di capo della sezione piani dello stato maggiore generale delle forze aeree; con questa qualifica, partecipò insieme ai generali Arnold e George C. Marshall alla conferenza interalleata di Potsdam.
Dopo essere stato promosso maggior generale, Norstad partecipò, come capo di stato maggiore della Twentieth Air Force direttamente sottoposta al generale Arnold, alla pianificazione dei grandi bombardamenti di Tokyo e del bombardamento atomico di Hiroshima e Nagasaki. Al termine della seconda guerra mondiale nel Pacifico, abbandonò l'incarico di capo di stato maggiore della Twentieth Air Force e continuò ad esercitare importanti funzioni di stato maggiore sempre all'interno dell'apparato amministrativo e burocratico del complesso militare americano. Dopo aver assunto le funzioni di assistente capo di stato maggiore per la pianificazione fino al giugno 1946, divenne il direttore della "Divisione piani e operazioni" del dipartimento della Guerra degli Stati Uniti, a Washington. Dopo la riorganizzazione del ministero della difesa e la suddivisione dei dipartimenti in sezioni separate tra U.S. Army e la nuova USAF indipendente, Norstad divenne vice capo di stato maggiore delle forze aeree con la direzione della divisione operazioni. Infine a maggio 1947 assunse anche l'incarico di facente funzione di vice-capo di stato maggiore dell'USAF.

### Comandante in capo della NATO
All'inizio della Guerra fredda, Lauris Norstad era considerato uno degli ufficiali più preparati della nuova United States Air Force; egli inoltre era un esperto del lavoro di pianificazione e di stato maggiore, e aveva una profonda conoscenza delle nuove armi atomiche che rappresentavano il punto di forza apparentemente decisivo della politica militare americana. Dopo aver lavorato nello stato maggiore al Pentagono nella fase di organizzazione della nuova forza aerea indipendente, nell'ottobre 1950 Norstad viene inviato in Europa per prendere il comando delle forze aeree americane in Europa con quartier generale a Wiesbaden in Germania Ovest. Il 2 aprile egli ricevette anche la direzione operativa di tutte le forze aeree alleate nel settore centrale europeo, mentre il 27 luglio 1953 venne designato come vice-comandante supremo della NATO con responsabilità sulla componente aerea dell'alleanza.

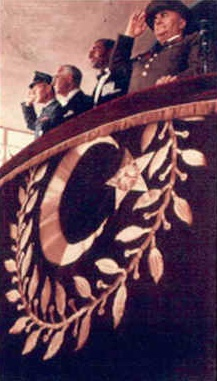
Il generale Norstad (a sinistra), assiste ad una parata con il generale turco Cemal Gürsel, presidente della Turchia dopo il colpo di stato del 1960.

Il 20 novembre 1956 Lauris Norstad raggiunse il culmine della sua carriera; egli cedette l'incarico di vice-comandante supremo con responsabilità sulle forze aeree e venne nominato dal presidente degli Stati Uniti Eisenhower, nuovo comandante supremo della NATO e contemporaneamente anche comandante in capo del United States European Command. Norstad avrebbe esercitato il supremo comando dal quartier generale di Parigi fino al gennaio 1963 quando avrebbe ceduto l'incarico al generale Lyman Lemnitzer. Il suo lungo periodo di comando fu caratterizzato da numerose situazioni di tensione internazionale e da contrasti in seno all'Alleanza atlantica, e Norstad, il primo generale dell'USAF a ricevere un incarico così importante e prestigioso, si dimostrò un comandante supremo autorevole e influente.
Norstad godeva della completa fiducia del presidente Eisenhower con il quale concordava riguardo alla strategia globale della rappresaglia massiccia con il rapido impiego delle armi nucleari in caso di situazione di minaccia di guerra. Egli, che gerarchicamente, come comandante supremo della NATO, dipendeva solo dal presidente e non prendeva ordini dagli Stati Maggiori Riuniti, promosse energicamente in particolare l'incremento della disponibilità di armi nucleari in Europa di cui richiedeva il pieno controllo decisionale.

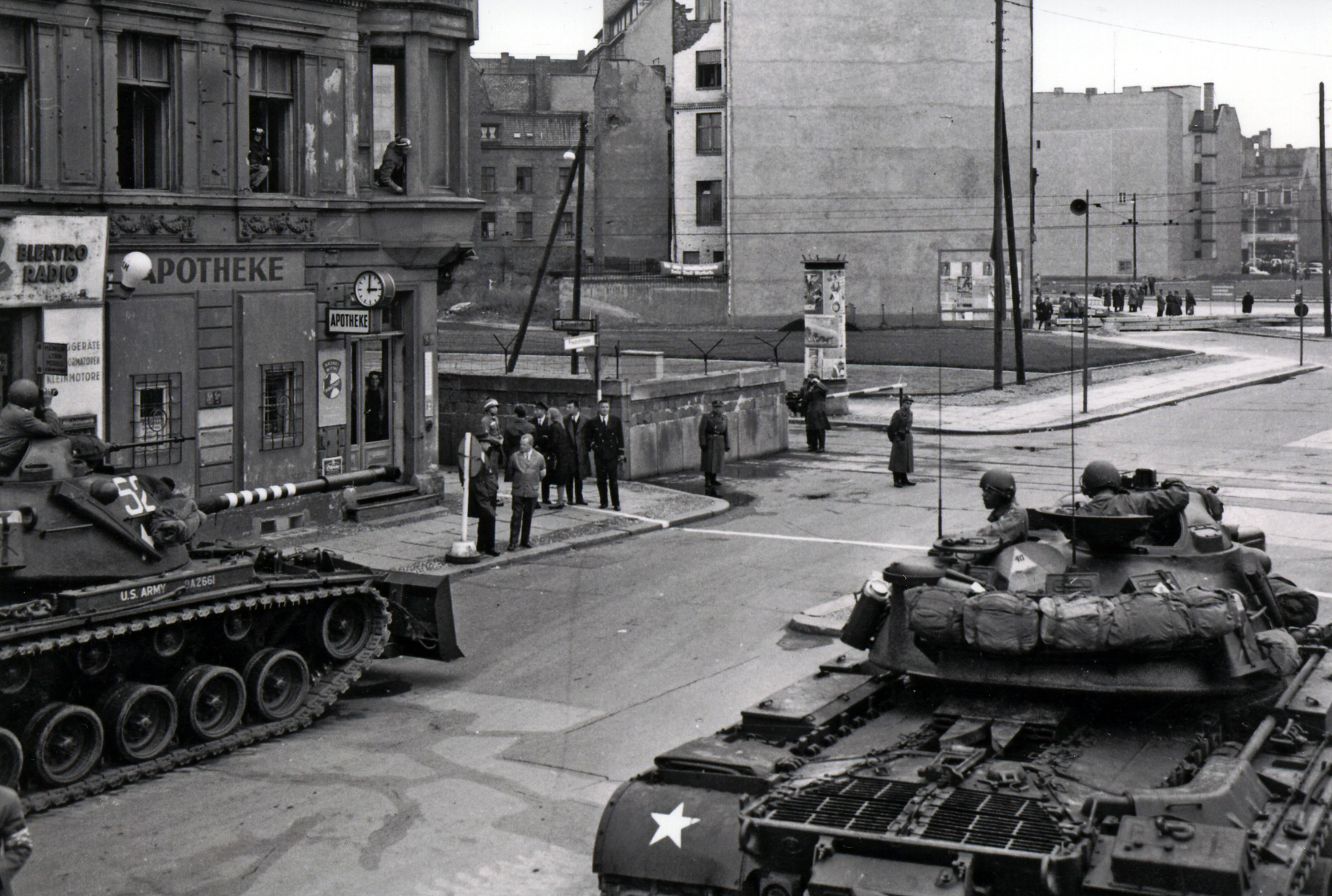
Carri armati americani al Checkpoint Charlie durante la crisi di Berlino del 1961.

Questa politica di "nuclearizzazione" della NATO era supportata dal presidente Eisenhower, ed è possibile che Norstad avesse ricevuto dal presidente l'autorizzazione ad impiegare a sua discrezione le armi nucleari schierate in Europa. Norstad agiva con larga autonomia: il 1 gennaio 1960 egli mise in stato di allerta in quindici minuti tutte le unità aeree della NATO equipaggiate con armi nucleari, senza autorizzazioni preliminari da Washington; il generale inoltre era estremamente sensibile ad eventuali attacchi alla sua autorità superiore di comando. Norstad entrò infatti in contrasto con i capi del SAC, Curtis LeMay e Thomas S. Power, e richiese la disponibilità di un grande arsenale nucleare in Europa per potere combattere e vincere autonomamente una guerra totale in Europa contro il Patto di Varsavia.
L'influenza e il potere di Norstad diminuirono con l'entrata in carica della nuova amministrazione Kennedy e del segretario alla Difesa Robert McNamara; il generale criticò le nuove strategie di risposta flessibile e di impiego graduale delle armi nucleari. Norstad riteneva al contrario essenziale mantenere l'effetto deterrente continuando a dichiarare la disponibilità ad usare subito le armi nucleari. Egli peraltro era anche favorevole ad un processo decisionale collegiale che coinvolgesse nelle scelte decisive anche i capi delle nazioni europee alleate. Norstad, nonostante le difficoltà con la nuova amministrazione, ebbe un ruolo di rilievo nella crisi di Berlino del 1961, durante la quale inizialmente espresse opinioni moderate contrarie al potenziamento delle forze alleate stanziate a Berlino Ovest. Dopo la costruzione del muro di Berlino, la situazione divenne più critica e ai primi di ottobre 1961 Norstad ricevette precise direttive sulla condotta di una guerra generale in Europa che sembrava possibile; esse prevedevano tre fasi iniziali di guerra convenzionale gradualmente più violenta e una quarta fase in cui erano previsti prima attacchi nucleari selettivi da parte delle forze NATO e infine la guerra atomica generale. La crisi di Berlino raggiunse il momento di massima tensione il 27 ottobre 1961 con il confronto diretto dei carri armati sovietici e americani al Checkpoint Charlie; Norstad questa volta apparve risoluto fino alla guerra e diramò ai suoi reparti la direttiva di sfondare gli sbarramenti e penetrare in Berlino Est con la forza in caso di opposizione da parte delle guardie di confine al passaggio di civili americani nella parte orientale. Questi ordini che avrebbero potuto scatenare un conflitto armato, furono peraltro rapidamente annullati dai dirigenti dell'amministrazione Kennedy; la crisi venne fortunatamente superata senza scontri a fuoco.

### Gli ultimi anni
Norstad cedette il comando della NATO al generale Lemnitzer nel gennaio 1963, dopo aver affrontato negli ultimi anni del suo mandato il problema della Francia e della determinazione del presidente Charles de Gaulle di sviluppare un proprio deterrente nucleare. Norstad inizialmente non si oppose alle iniziative di de Gaulle ma alla fine mostrò forte irritazione per le interferenze del presidente francese e per le sue decisioni in direzione di una uscita della Francia dalla struttura militare della NATO.
Lauris Norstad si ritirò dall'USAF il 31 dicembre 1963 e dopo la fine della sua carriera militare divenne capo dell'ufficio esecutivo e presidente della società Owens Corning dal 1963 al 1972 e fece parte del consiglio degli amministratori della prestigiosa e influente RAND Corporation. Il generale, che aveva ricevuto durante la carriera numerose decorazioni, tra cui la Air Force Distinguished Service Medal, la Silver Star, la Legion of Merit e la Legion d'onore francese, è morto per cause naturali il 12 settembre 1988.